# Konståret 1952

## Händelser

### Juni
- 1 juni – Carl Eldhs Brantingmonumentet i brons vid Norra Bantorget i Stockholm, Sverige avtäcks [1].

## Verk
- Elisabeth Frink – Fågel

## Födda
- 16 januari – Ulf Lundkvist, svensk konstnär, tecknare, målare och illustratör.
- 15 februari – Eva Lindström, svensk Illustratör och författare.
- 18 februari – Efva Attling, svensk smyckeskonstnär, formgivare och sångare.
- 15 mars – Willy Puchner , österrikisk fotograf, konstnär, tecknare och författare.
- 23 mars – Francesco Clemente, italiensk konstnär.
- 21 april – Mikael Lundberg, svensk konstnär.
- 3 maj – Piotr Naszarkowski, polsk-svensk gravör.
- 24 maj – Tomas Holst, svensk konstnär.
- 1 juni – Helene Billgren, svensk konstnär.
- 20 juni – Gert Wibe, svensk konstnär och scenograf.
- 25 juni – Kristina Abelli Elander, svensk konstnär.
- 20 juli – Calmestrand, svensk musiker och konstnär,
- 28 juli – Yoshitaka Amano, japansk konstnär.
- 12 augusti – Kirke Ralph, engelsk-svensk dekorationskonstnär.
- 28 augusti – Mac Hamilton, svensk konstnär.
- 3 oktober – Joanna Troikowicz, polsk-svensk konstnär.
- 22 oktober – Lars Jonsson, svensk konstnär.
- 1 december – Johan Ledung, svensk konstnär.
- okänt datum – Åke Franzén, svensk konstnär och tecknare.
- okänt datum – Mona Hatoum, libanesisk performance och installationskonstnär.
- okänt datum – Kitty Lindsten, svensk konstnär och designer.
- okänt datum – Sergei Sviatchenko, ukrainsk arkitekt och konstnär.

## Avlidna
- 6 januari – Carl Kylberg, 73, svensk konstnär.
- 15 februari – Lauritz Schmidt Nielsen, dansk konstnär.
- 7 juni – Nils Ringström, svensk tecknare och konstnär.
- 30 juli – Nils Sjögren, 58, svensk skulptör.
- 3 oktober – Esther Kjerner, konstnär.
- 16 december – Ernst Norlind, 75, svensk konstnär och skriftställare.

### Fotnoter
1. ↑  Sverige 1900-talet – 1952, NE, Bra Böcker, 2000